# Th22
Les Th22 són un tipus de cèl·lules limfòcits T col·laboradors involucrades en respostes inflamatòries i el seu mal funcionament és la causa de diverses malalties auto-immunes de la pell. Les cèl·lules Th22 es classifiquen en el grup de les cèl·lules T col·laboradors (limfòcits T CD4 +). Aquestes cèl·lules són un subgrup de limfòcits que formen part del sistema de defensa específic de l'organisme. Procedeixen del tim, i tenen com a funció controlar i regular la resposta immunològica davant d'un patogen.
Quan un macròfag fagocita a un patogen ho exposa al seu exterior, provocant que les cèl·lules T col·laboradores s'activin, s'uneixin al macròfag i avisin el sistema immunitari per produir una resposta. Per tal d'informar a les cèl·lules immunitàries secreten uns tipus determinats de citocines, que seran les encarregades de fer que les cèl·lules es comuniquin. Això donarà lloc a l'activació de cèl·lules B, cèl·lules NK (natural killers), macròfags, cèl·lules T citotòxiques i altres cèl·lules T col·laboradores. Les cèl·lules Th només són efectives si la resta de cèl·lules immunitàries també funcionen, ja que per si mateixes no poden derrotar a cap patogen. Però intervenen en certs processos inflamatoris, ajudant a contraatacar la infecció. Depenent del tipus de patogen, de les citocines que produeixen i d'altres factors, els T col·laboradors (Th0), en madurar, es divideixen en dos tipus: Th1 i Th2.
Els Th1 es caracteritzen per rebre el senyal dels patògens que es troben dins de la cèl·lula. Quan reben aquest senyal són els limfòcits NK o els macròfags els qui són activats i intervenen. A més produeixen unes citocines específiques: les IL-2, IFN-γ i TNF-β.
Els Th2 en canvi reben el senyal dels patògens extracel·lulars, fent que intervinguin primerament els eosinòfils i els mastòcits. Les citocines que secreten són sobretot la IL-4, IL-5, IL-10, IL-13 i TGF-β.
Les cèl·lules dendrítiques que originen els Th2 deriven de limfòcits, mentre que les que originen els Th1 deriven de monòcits.

Antigen presentation

## Th22
Aquest tipus de T col·laboradores van ser descobertes per investigadors de l'Imperial College de Londres; l'Instituto Dermopatico dell'Immacolata de Roma i el Center of Allergy and Environment de Múnic; en un estudi sobre la pell de pacients amb psoriasi, dermatitis atòpica i dermatitis de contacte al·lèrgic.
La seva identificació és de gran importància en el camp de la immunologia; ja que permet entendre i estudiar millor els trastorns que aquest tipus de cèl·lula pot ocasionar quan no funciona adequadament. A més a més, facilita la possible elaboració de nous tractaments específics.
Les cèl·lules Th22 es congreguen al compartiment epidèrmic de la pell; i el seu rol principal és el de supervisar i coordinar les cèl·lules responsables del procés inflamatori. Per fer-ho segrega les substàncies IL22 (interleucina 22) i TNF-α. Aquestes substàncies per separat, o combinades amb altres no són exclusives de les Th22, però sí quan secretades conjuntament i exclusiva. El senyal específic d'aquesta combinació de citocines és transmès intercel·lularment per les quinases MAP, a través de l'activació de factors de transcripció AP1, que desencadenen una sèrie de respostes cel·lulars.
L'actuació de les Th22 davant de senyals específics dels antígens determina que els queratinòcits (cèl·lules de l'epidermis) s'autoprotegeixin davant de perills imminents. Un dels mecanismes és crear un medi proinflamatori a través de l'amplificació de senyals del TNF-α, que indueix la proliferació de neutròfils. Un altre mecanisme que utilitzen és estimular la producció de col·lagen de les cèl·lules, per tal d'enfortir-les davant de possibles atacs.
Tot i que en alguns aspectes són similars a les Th17 (també segreguen IL22); podem considerar les Th22 com una família de cèl·lules independent; ja que presenten característiques diferencials de la resta dels limfòcits T col·laboradors. Tenen receptors de membrana (CD4+CD25-CCR6+CCR4+CCR10-), factors de transcripció i patrons de resposta específics que els confereixen una identitat determinada. Per tant, la seva expressió gènica i la seva funció són també distintes.

## Interleucina-22

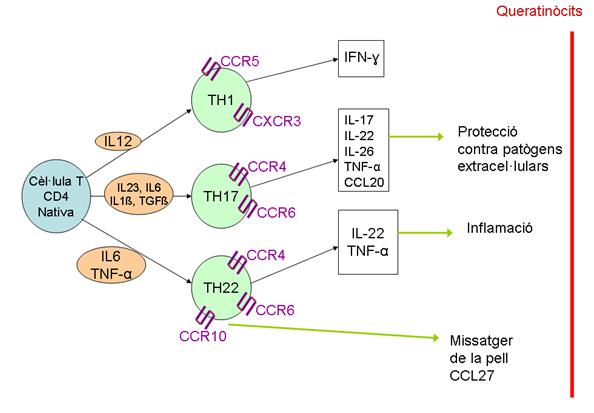
Secreció d'interleucines

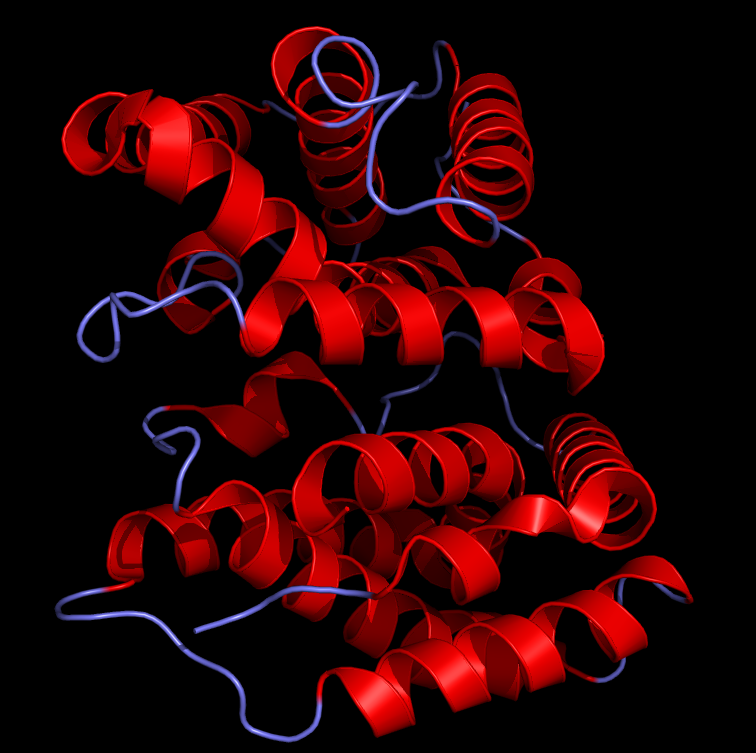
IL22 Crystal Structure

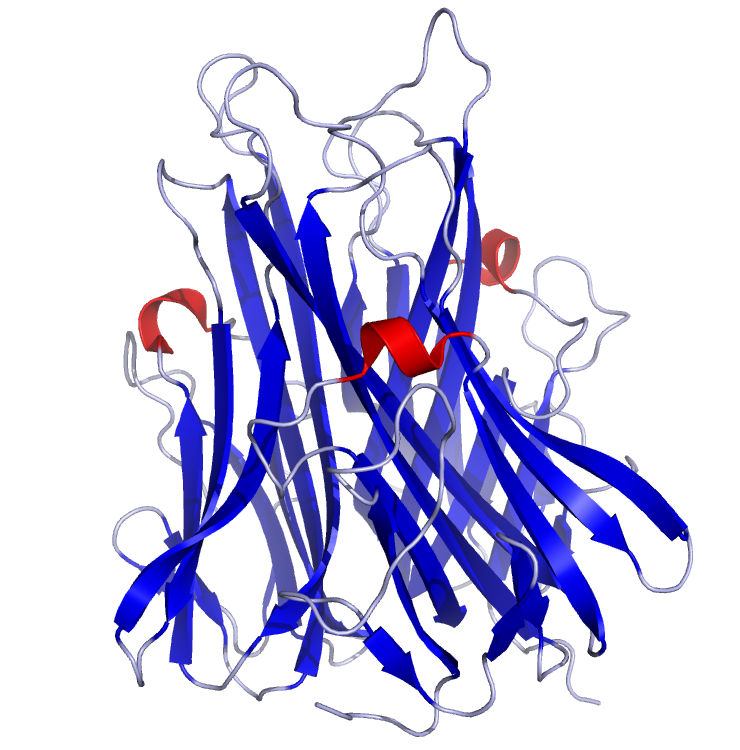
TNFa Crystal Structure.rsh

La interleucina 22 (IL-22) que forma part de la família de les IL-10, és una proteïna soluble de baix pes molecular secretada principalment per les Th17 o Th22 i per les cèl·lules NK (natural killers) del sistema immunitari. Per tant, aquesta es veu estretament relacionada amb el sistema que protegeix l'organisme humà o animal dels patògens. Ja que les Th22 tenen un paper important i complicat en les malalties inflamatòries i autoimmunes, la IL-22 és un dels components clau per a protegir l'organisme d'aquest grup de patologies i, més concretament, les relacionades amb la pell. Aquesta conclusió s'ha pogut afirmar a partir de diversos experiments, entre els quals destaquen els següents:
- El receptor de IL-22 s'expressa principalment en el pàncrees i, en menor mesura, en els teixits del tracte gastrointestinal, el ronyó i la pell. Aquest receptor també pot actuar com un inhibidor de l'activitat de IL-22. S'ha vist en ratolins que l'expressió de IL-22 és induïda en diversos òrgans després de la injecció de polisacàrids, cosa que reafirma la relació amb les respostes inflamatòries. La hipòtesi es contrasta també en humans, ja que la IL-22 és produïda per fibroblasts sinovials i macròfags de pacients amb artritis reumatoide i és capaç d'induir respostes pro-inflamatòries en els teixits sinovials. A més, estimula la producció de citocines pro-inflamatòries i defenses antimicrobianes en queratinòcits humans. Aquestes activitats resulten en la hiperplàsia epidèrmica en models de pell humana.
- Infecció amb candida albicans:[4] les cèl·lules del subgrup dels Th22 secreten conjuntament IL-22 i TNF-α. La IL-22 augmenta la inducció de TNF-α-depenent i la secreció de diverses molècules moduladores immunes tal com els factors de complement inicial C1r i C1s, els pèptids antimicrobians S100A7 i HBD-2, i quimiocines antimicrobianes CXCL-9/-10/-11 en queratinòcits humans primaris. La inducció de la immunitat innata és rellevant en un model d'infecció in vitro, on els queratinòcits simulats amb sobrenedants de th22 o amb recombinants de IL-22 i TNF-α inhibeixen amb eficàcia el creixement de candida albicans i mantenen la supervivència dels epitelis. En conseqüència, l'estimulació combinatòria dels queratinòcits amb IL-22 i TNF-α és més eficient i conserva la integritat de la barrera epidèrmica en un model tridimensional de pell infecciosa en comparació amb el IFN-γ, IL-17, IL-22 o TNF-α per separat.[5] Així es demostra que la IL-22 i el TNF-α representen una potent combinació per a la immunitat cutània.

## Malalties associades
Les cèl·lules Th22 realitzen una funció de protecció en les persones sanes, participant en la resposta immunitària de l'individu. No obstant això, en aquelles persones que presenten malalties cròniques inflamatòries a la pell, les cèl·lules Th22 no funcionen correctament i provoquen una reacció inflamatòria excessiva, fet que provoca l'agreujament dels símptomes. Les cèl·lules de la pell es reprodueixen excessivament, i és per aquest motiu que les persones que ho pateixen tenen una pell molt sensible i escamosa.
En experiments recents s'han aïllat poblacions de cèl·lules Th22 provinents de pacients amb hiperplàsia epitelial, psoriasi, dermatitis atòpica i dermatitis de contacte; i s'ha observat que aproximadament un terç del total de les Il-22 presents provenien clarament de les Th22 i un altre terç de les Th17, sent les cèl·lules Th22 i Th17 les principals fonts d'Il-22.
En els experiments citats anteriorment, s'ha vist que, principalment en la dermatitis atòpica, la dermatitis de contacte i la psoriasis, les interleucines 22 provenien de les cèl·lules Th22. En aquestes malalties, la pell presenta moltes cèl·lules dendrítiques que són les que s'encarreguen de realitzar el procés de diferenciació de les cèl·lules T a Th22.
Hi ha altres malalties com l'artritis reumaotide o la malaltia de Crohn, que també són causades per una excessiva resposta inflamatòria provocada per l'augment d'interleucines 22; però en què aquestes no provenen de les Th22. Per altra banda, la sarcadosis i el lupus eritematós sistèmic són malalties en les quals s'han trobat nivells d'interleucines 22 anormals; però en aquests casos les alteracions venen donades per un dèficit d'aquesta substància, en comptes d'un excés.
La identificació i el funcionament de les cèl·lules Th22 s'ha convertit en un nou objectiu per a desenvolupar un tractament contra les malalties cròniques inflamatòries. Si es desenvolupen tècniques de teràpia gènica contra els gens que codifiquen les Th22 o la IL-22 es podria aconseguir un tractament d'aquestes malalties autoimmunes amb un efecte potencial a llarg termini.